# Akinori Mikami
Akinori Mikami (født 12. juni 1969) er en tidligere japansk fodboldspiller.
Han har spillet for flere forskellige klubber i sin karriere, herunder Urawa Reds.